# Az igali Csigás utca
Az igali Csigás utca egy kevéssé ismert magyar népdal. Olsvai Imre gyűjtötte Igalon.

## Kottája és dallama
Jaj de nagy az ökröm szarva,

nem fér be az istállóba.

Karcsú a babám dereka,

könnyen ölelem hajnalba'.